# Kiratsi
Koordinaten: 58° 20′ N, 22° 34′ O
Kiratsi (deutsch Kiratse) ist ein Dorf (estnisch küla) auf der größten estnischen Insel Saaremaa. Es gehört zur Landgemeinde Saaremaa (bis 2017: Landgemeinde Lääne-Saare) im Kreis Saare.
Das Dorf hat 59 Einwohner (Stand 1. Januar 2016). Seine Fläche beträgt 4,30 km².
Der Ort liegt neun Kilometer nordöstlich der Inselhauptstadt Kuressaare. Er wurde erstmals 1592 unter dem Namen Kirrides urkundlich erwähnt.